# Tetsumasa Kimura
Tetsumasa Kimura (født 24. januar 1972) er en tidligere japansk fodboldspiller og træner.
Han har spillet for flere forskellige klubber i sin karriere, herunder Ventforet Kofu.
Han har tidligere trænet SC Sagamihara.